# Babotok
Babotok is een plaats in de gemeente Kapela in de Kroatische provincie Bjelovar-Bilogora. De plaats telt 124 inwoners (2001).